# Loser (canção de Big Bang)
"Loser" é uma canção do grupo sul-coreano Big Bang, contida em seu single M (2015) e em seu terceiro álbum de estúdio Made (2016). Foi lançada digitalmente em 1 de maio de 2015 pela YG Entertainment. Composta por Teddy Park, G-Dragon e T.O.P, e produzida por Teddy e Taeyang, juntamente com o single de "Bae Bae", tornou-se o primeiro lançamento do grupo em três anos.
A canção recebeu análises positivas dos críticos de música, que destacaram seu conceito maduro e suas letras introspectivas. "Loser" foi bem sucedida comercialmente, liderando as paradas Billboard World Digital Songs e Gaon Digital Chart, tornando-se nesta última, a segunda canção de melhor desempenho do ano de 2015. Nomeada pela Fuse, como uma das melhores canções do ano de 2015, e como a melhor canção de K-pop do ano pela Billboard, "Loser" venceu ainda o prêmio de Canção do Ano no Golden Disc Awards de 2016.

## Antecedentes
Após o Big Bang realizar uma pausa com duração de três anos, a YG Entertainment anunciou o lançamento de um projeto especial contendo quatro singles. Mais tarde, imagens teasers foram divulgadas a fim de promover o lançamento do primeiro single intitulado M, contendo as canções "Loser" e "Bae Bae". O anúncio referente aos títulos das canções, foi realizado em sua terceira imagem teaser divulgada. Além disso, outras imagens promocionais foram lançadas, e consistiram em informações sobre os responsáveis pela produção de ambas as faixas.

## Composição
"Loser" é uma canção de Hip hop e  R&B de andamento lento. É definida pelo compasso de tempo comum, com um ritmo moderado de 90 batidas por minuto. Ela foi composta na tonalidade de mi bemol maior com os alcances vocais do grupo variando entre a oitava mais baixa de F4 até a nota maior B♭5. Seu tema lírico refere-se a insegurança, com sua composição sendo descrita como "confessional". "Loser" destacou-se de outras canções do Big Bang por não fazer parte de sua categoria de canções sobre o amor. Sua letra descreve os sentimentos de dúvida e infelicidade que acompanham a vida cotidiana de uma pessoa que se auto-proclama uma perdedora. G-Dragon explicou o significado por trás de seu conteúdo lírico ao dizer que, "as pessoas que estão sob os holofotes são apenas seres humanos". Para ele, todos os humanos têm seus sentimentos feridos, porém a canção também se adapta a diversas situações, concluindo: 
| “ | Queremos oferecer um tema [mais universal] com esta canção, então traçamos um panorama maior. Alguém pode não ter um amigo e alguém pode não ter um amor, entende? Todos vivem em uma situação diferente. Dependendo de como você a recebe, esta canção poderia ser a sua história. | ” |

Uma versão em língua japonesa de "Loser" foi lançada em Made Series (2016), quinto álbum de estúdio japonês do Big Bang, contendo letras adicionais de Sunny Boy.

## Recepção da crítica
"Loser" recebeu aclamação da crítica e foi creditada por introduzir um estilo mais maduro ao Big Bang, sem perder a imagem que o quinteto havia adquirido através de seus lançamentos anteriores. Jeff Benjamin e Jessica Oak da Billboard, comparou-a ao "brilhantismo anteriormente ouvido em canções como 'Bad Boy', 'Lies' e 'Blue'", e destacaram como a faixa "se despiu de todos os elementos da moda para uma visão direta e acústica, sobre a descoberta do que está profundamente em cada uma de nossas consciências". "Loser" foi escolhida pela dupla como a melhor canção de K-pop de 2015, e recebeu elogios pelo que consideraram como tendo uma "interpretação tão apaixonada que você se encanta na primeira audição". Além disso, a canção foi listada como a sexta canção essencial do Big Bang em homenagem ao seu décimo aniversário.
O canal Fuse escolheu "Loser" como uma das melhores canções de 2015, sendo a única canção de língua não inglesa de sua lista. Ela foi descrita como uma faixa que: "move você, independente do idioma que fale". O jornal Sun-Times, a incluiu em sua lista das dez melhores canções do Big Bang. E o Consequence of Sound, a nomeou como uma das dez canções de língua não inglesa mais populares de 2015.

## Regravações
Devido sua popularidade, "Loser" recebeu interpretações realizadas por diversos artistas. Em 30 de abril, a banda vocal Tritops performou-a utilizando-se de violão como seu acompanhamento. Em 6 de maio, o grupo Epik High e Choi Jong-hoon da banda F.T. Island, também lançaram sua versão da canção através do Instagram. Em 8 de maio, Jung Dae-hyun, integrante do grupo B.A.P interpretou "Loser" em vídeo. O músico Jun Sung-ahn gravou uma versão instrumental da canção através de violino, ainda no mesmo mês. Em junho de 2016, a dupla Akdong Musician realizou uma apresentação da mesma durante o programa Weekly Idol.

## Vídeo musical

### Produção e sinopse
O vídeo musical de "Loser" foi filmado entre os dias 2 e 8 de abril de 2015, em Los Angeles, Estados Unidos e foi dirigido por Han Sa-min, que já havia dirigido outros vídeos do grupo como "Blue", "Bad Boy" e "Monster". Seu conceito mostrou um lado mais sombrio e nunca visto em vídeos do Big Bang. A produção possui uma história diferente para cada um dos membros. G-Dragon inicia suas cenas em um elevador, revelando uma tatuagem no pescoço em que se lê a frase Truth + Dare (Verdade + Desafio, em português). Ele caminha sozinho pelas ruas, sentindo-se isolado do mundo, tendo esquecido o que é o amor. Taeyang enfrenta uma luta pessoal com sua fé, ele segura uma cruz que traz a frase "Sin will find you" (O pecado irá encontrá-lo, em português) e em suas cenas finais, aparenta tirar sua vida. Seungri, aparece tendo problemas para controlar sua raiva, chutando um carro e destruindo seu quarto após ver a garota que amava com outra pessoa. T.O.P surge em um relacionamento com uma garota, porém não pode comprometer-se em um relacionamento, ele não o aceita, pois não pode ter controle sobre tudo o que o leva a matar-la. Daesung é atacado por um grupo de homens, ele tenta se defender mas não consegue e acaba impotente, incapaz de se levantar. A produção se encerra com a reunião dos cinco membros que caminham juntos.

### Recepção
Após seu lançamento na plataforma de vídeos Youtube, ele tornou-se o vídeo mais visto de um grupo de K-pop em 24 horas, obtendo 4,5 milhões de visualizações. Posteriormente, em celebração aos seus vinte milhões de visualizações até então obtidos, a YG Entertainment lançou vídeos solo de "Loser" para cada membro, que iniciou-se com Daesung e se encerrou com T.O.P. Em 13 de junho de 2016, o vídeo musical alcançou a marca de cem milhões de visualizações.

## Desempenho nas paradas musicais
"Loser" alcançou a primeira colocação no iTunes Top Songs de dez países em seu primeiro dia de lançamento. Na Coreia do Sul, liderou as paradas dos serviços de música online por dezessete dias seguidos. A canção estreou em primeiro lugar na Gaon Digital Chart e Gaon Download Chart com vendas de 256,398 mil downloads digitais. "Loser" liderou ambas as paradas por três semanas consecutivas. Além disso, quebrou o recorde de artista com mais transmissões do ano na Gaon, com apenas nove dias de sua estreia. Em 16 de julho, atingiu um milhão de vendas no país, com menos de três meses de seu lançamento e tornou-se mais tarde, a terceira canção mais vendida do ano na Coreia do Sul.
Na China, "Loser" posicionou-se em número um no QQ Music, o maior serviço de música online do país. Nos Estados Unidos, estreou em número um na Billboard World Digital Songs na semana de 7 de maio de 2015 e obteve vendas de nove mil cópias, a canção também conquistou a melhor classificação para uma canção de um grupo de K-pop no iTunes Estados Unidos, ao posicionar-se em número quarenta. Adicionalmente, "Loser" foi eleita a terceira canção coreana mais popular do ano em Taiwan, através do serviço de música KKBox.
| Paradas (2015)                                 | Melhor posição |
| ---------------------------------------------- | -------------- |
| Coreia do Sul (Gaon Weekly Digital Chart)      | 1              |
| Coreia do Sul (Gaon Monthly Digital Chart)     | 1              |
| Coreia do Sul (Gaon Weekly Download Chart)     | 1              |
| Coreia do Sul (Gaon Weekly Streaming Chart)    | 1              |
| Estados Unidos (Billboard World Digital Songs) | 1              |
| Finlândia (Suomen virallinen lista)            | 26             |
| Japão (Billboard Japan Hot 100)                | 42             |

| País           | Parada                        | Vendas    |
| -------------- | ----------------------------- | --------- |
| Coreia do Sul  | Gaon Download Chart (2015)    | 1,505,163 |
| Estados Unidos | Billboard World Digital Songs | 9,000     |
| China          | Kugou                         | 1,471,000 |

| Paradas (2015)                                 | Posição |
| ---------------------------------------------- | ------- |
| Coreia do Sul (Gaon Yearly Digital Chart)      | 2       |
| Estados Unidos (Billboard World Digital Songs) | 9       |

## Prêmios e indicações
| Ano  | Premiação                      | Categoria                                        | Resultado | Ref.          |
| ---- | ------------------------------ | ------------------------------------------------ | --------- | ------------- |
| 2015 | KpopStarz Best Of K-Pop Awards | Melhor Canção de K-Pop do Ano                    | Indicado  | [ 46 ]        |
| 2016 | Golden Disc Awards             | Daesang Digital (Grande Prêmio de Canção do Ano) | Venceu    | [ 47 ] [ 48 ] |
| 2016 | Golden Disc Awards             | Escolha dos Fãs Globais                          | Indicado  | [ 47 ] [ 48 ] |
| 2016 | Korean Music Awards            | Melhor Canção Pop                                | Venceu    | [ 49 ]        |
| 2016 | Gaon Chart Awards              | Canção do Mês (Maio)                             | Venceu    | [ 50 ]        |

### Vitórias em programas de música
| Data               | Programa         | Emissora  |
| ------------------ | ---------------- | --------- |
| 10 de maio de 2015 | Inkigayo         | SBS       |
| 17 de maio de 2015 | Inkigayo         | SBS       |
| 24 de maio de 2015 | Inkigayo         | SBS       |
| 14 de maio de 2015 | M! Countdown     | Mnet      |
| 21 de maio de 2015 | M! Countdown     | Mnet      |
| 15 de maio de 2015 | Music Bank       | KBS       |
| 22 de maio de 2015 | Music Bank       | KBS       |
| 20 de maio de 2015 | Show Champion    | MBC Music |
| 9 de maio de 2015  | Show! Music Core | MBC       |
| 16 de maio de 2015 | Show! Music Core | MBC       |

## Histórico de lançamento
| Região        | Data                   | Língua  | Formato             | Gravadora        |
| ------------- | ---------------------- | ------- | ------------------- | ---------------- |
| Coreia do Sul | 1 de maio de 2015      | coreano | CD download digital | YG Entertainment |
| Mundo         | 1 de maio de 2015      | coreano | CD download digital | YG Entertainment |
| Japão         | 27 de maio de 2015     | coreano | CD download digital | YG Entertainment |
| Japão         | 3 de fevereiro de 2016 | japonês | CD download digital | YGEX             |